# تپه حسین آباد۲
تپه حسین‌آباد۲ مربوط به عصر آهن است و در شهرستان کرمانشاه، بخش مرکزی، دهستان میان دربند، ۱/۷ کیلومتری شمال روستای حسین‌آباد واقع شده و این اثر در تاریخ ۲۶ اسفند ۱۳۸۷ با شمارهٔ ثبت ۲۵۶۹۶ به‌عنوان یکی از آثار ملی ایران به ثبت رسیده است.